# 盧伯 (阿肯色州)
盧伯（英語：Luber）是位於美國阿肯色州斯通縣的一個非建制地區。該地的面積和人口皆未知。

## 地理
盧伯的座標為35°45′56″N 92°05′02″W / 35.76556°N 92.08389°W，而該地的平均海拔高度為368米（即1207英尺）。